# Destroy-Oh-Boy
Destroy-Oh-Boy (!!Destroy-Oh-Boy!!) är den amerikanska garagepunk-gruppen New Bomb Turks debutalbum. Det släpptes 1993 på Crypt Records, och fick många positiva recensioner.

## Låtlista
All sångtext är skriven av Eric Davidson, om ej annat anges, alla låtar är komponerade av The New Bomb Turks.
| Nr  | Titel                                                                | Längd |
| --- | -------------------------------------------------------------------- | ----- |
| 1.  | Born Toulouse-Lautrec                                                | 2:33  |
| 2.  | Tail Crush                                                           | 2:34  |
| 3.  | Up for a Downslide                                                   | 2:26  |
| 4.  | Tattooed Apathetic Boys                                              | 2:24  |
| 5.  | Dragstrip Riot                                                       | 3:35  |
| 6.  | We Give a Rat's Ass                                                  | 1:01  |
| 7.  | Runnin' on Go                                                        | 2:11  |
| 8.  | Lone Gone Sister                                                     | 1:46  |
| 9.  | Mr. Suit (Robert Gotobed, Graham Lewis, Colin Newman, Bruce Gilbert) | 2:57  |
| 10. | Sucker Punch                                                         | 3:30  |
| 11. | I Want My Baby...Dead?                                               | 1:37  |
| 12. | I'm Weak                                                             | 3:26  |
| 13. | Tryin' to Get By                                                     | 2:06  |
| 14. | Cryin' into the Beer of a Drunk Man                                  | 2:03  |

## Produktion
Destroy-Oh-Boy spelades in på Coyote Studios i Brooklyn, New York. Alla låtar på albumet är the New Bomb Turks, förutom låten "Mr. Suit", en cover av det brittiska punk rock-bandet Wires låt från deras debutalbum Pink Flag (1977).
Gruppens basist Matt Reber sa: "Jag trodde inte att någon skulle gilla Destroy Oh-Boy-inspelningen". Sångaren Eric Davidson trodde att "det säkerligen skulle bli hugget i ryggen av Used Kids Records i Columbus och att de skulle kräva dem på pengar, då och då. Det var vad jag trodde".